# Cal Xesc (l'Arboç)
Cal Xesc és una obra de l'Arboç (Baix Penedès) protegida com a Bé Cultural d'Interès Local.

## Descripció
Edifici entre mitgeres, de planta baixa, pis i golfes. La façana, de composició simètrica, està organitzada segons tres eixos verticals, amb les obertures centrals de major alçada que les laterals. La planta baixa té tres portals d'arc rebaixat, on destaca un carreuat irregular que emmarca el conjunt de les portalades. El primer pis, separat de l'anterior per una petita cornisa, té tres portes balconeres de llinda, emmarcades, i amb tres balcons iguals amb una senzilla barana de ferro forjat. Les golfes tenen tres petites finestres rectangulars centrades segons els eixos establerts. L'edifici està rematat amb un ràfec.